# Kutřín
Kutřín je malá vesnice, část obce Perálec v okrese Chrudim. Nachází se asi 1,5 km na západ od Perálce při silnici ke Skutči. V roce 2009 zde bylo evidováno 22 adres. V roce 2001 zde trvale žilo 45 obyvatel.
Kutřín leží v katastrálním území Perálec o výměře 4,56 km2.